# Héliokinescope
 (octobre 2024).
Si vous disposez d'ouvrages ou d'articles de référence ou si vous connaissez des sites web de qualité traitant du thème abordé ici, merci de compléter l'article en donnant les références utiles à sa vérifiabilité et en les liant à la section « Notes et références ».
En astronomie, un héliokinescope (du grec helios : Soleil, kinesis : mouvement, skopein : examiner) est un instrument permettant de visualiser le mouvement apparent du Soleil.

## Principe
Un héliokinescope est composé d'une demi-sphère transparente avec en son centre un repère. La mise en place de gommettes sur la demi-sphère portant une ombre sur le repère à différents moments d'une journée permet de visualiser le mouvement apparent du Soleil.